# Ligoire
Die Ligoire ist ein Fluss in Frankreich, der im Département Indre-et-Loire in der Region Centre-Val de Loire verläuft. Sie entspringt im nordöstlichen Gemeindegebiet von Varennes, entwässert generell Richtung Westsüdwest und mündet nach rund 21 Kilometern an der Gemeindegrenze von Civray-sur-Esves und Sepmes als rechter Nebenfluss in die Esves. Die letzten zwei Kilometer verlaufen Ligoire und Esves parallel, in geringem Abstand zueinander.

## Orte am Fluss
(Reihenfolge in Fließrichtung)
- Le Chatelier, Gemeinde Varennes
- Mouzay
- Vou
- La Courraie, Gemeinde Ligueil
- Le Gue de l’Arche, Gemeinde La Chapelle-Blanche-Saint-Martin
- Le Moulin de Saint-Paul, Gemeinde Bournan
- Civray-sur-Esves
- Le Moulin Feschaux, Gemeinde Civray-sur-Esves

## Sehenswürdigkeiten
- Château de Bagneux, Burganlage aus dem 13. bis 15. Jahrhundert, über dem Flusstal, in der Gemeinde Bournan – Monument historique[4]